# Erich Mäder

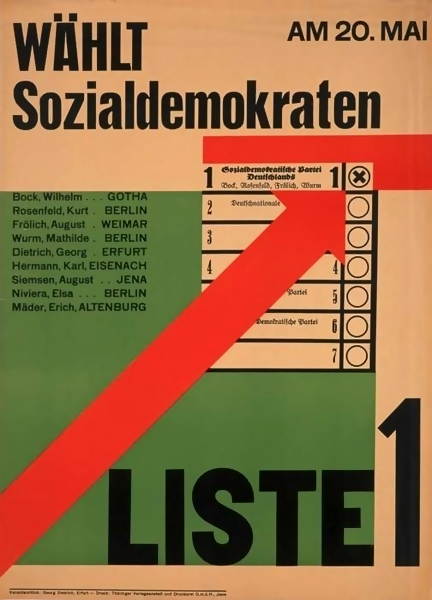
Wahlplakat der SPD zur Reichstagswahl 1928 mit den Kandidaten Wilhelm Bock, Kurt Rosenfeld, August Frölich, Mathilde Wurm, Georg Dietrich, Karl Hermann, August Siemsen, Elsa Niviera und Erich Mäder

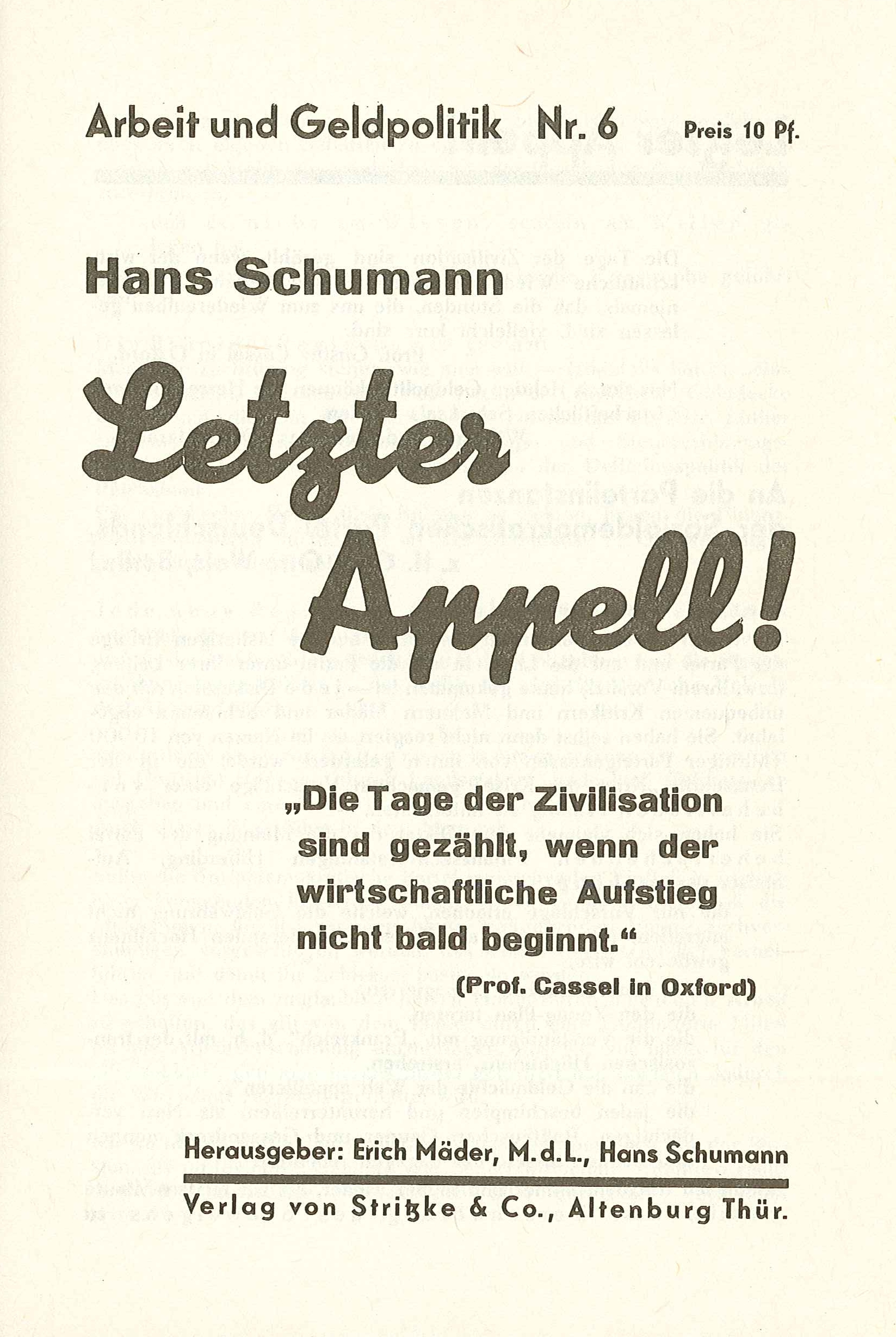
Titelseite des Flugblattes „Letzter Appell“

Erich Kurt Mäder (* 5. März 1897 in Chemnitz; † 16. Januar 1934 in Altenburg) war ein deutscher Politiker (SPD).

## Leben
Erich Mäders Vater und Mutter starben schon sehr früh. Im Jahr 1917 wurde er Hilfslehrer in Thonhausen und im Jahr 1919 legte er die Lehrerprüfung ab. Von 1919 bis 1920 war er als Schulverweser in Rositz und Zschernitzsch tätig. Nach bestandener Anstellungsprüfung arbeitete er in den Jahren 1920 bis 1922 als Lehrer in Zschernitz, danach als Lehrer an der Ostschule in Altenburg. Im Jahr 1926 erschien sein Reisebericht „Zwischen Leningrad und Baku“, durch den er in der Öffentlichkeit bekannt wurde.
Mäder war ab dem Jahr 1920 Mitglied der DDP und trat 1921 in die SPD ein, für die er im Stadtrat von Altenburg saß. Des Weiteren war er Mitglied der Gemeinschaft proletarischer Freidenker und von 1926 bis zu dessen Verbot 1933 Mitglied des Reichsbanners Schwarz-Rot-Gold.
Bei den Reichstagswahlen 1928 und 1930 trat er als Kandidat der SPD im Wahlkreis 12 (Thüringen) an, erreichte jedoch nicht den nötigen Stimmenanteil, um in den Reichstag einziehen zu können. Im Dezember 1929 wurde er als Abgeordneter in den Thüringer Landtag gewählt, dem er von Januar 1930 bis 1933 angehörte.
Gemeinsam mit dem Freiwirt Hans Schumann hat Erich Mäder innerhalb der SPD Anfang der dreißiger Jahre um eine Diskussion der Währungspolitik und eine Neuorientierung der Partei zur Frage der Golddeckung gerungen. Auf dem SPD-Parteitag 1931 in Leipzig (31. Mai – 5. Juni) brachte er einen Antrag zur Währungspolitik ein. Dieser Antrag Nr. 10 kam laut Protokoll nicht zur Abstimmung. Angeblich wurde Mäder in der anschließenden Diskussion das Mikrofon abgestellt. Fritz Tarnow ging erst in seinem Schlusswort darauf ein, warum über den Antrag nicht abgestimmt werden könne (Zitat siehe Diskussion). Mitte des Jahres 1932 gab er das Flugblatt Letzter Appell an die Parteiinstanzen der SPD heraus, in dem er und Schumann erneut eine Auseinandersetzung mit den geldpolitischen Ursachen der Wirtschaftskrise forderten.
Nach der Machtübernahme der Nationalsozialisten wurde Mäder am 2. Mai 1933 in „Schutzhaft“ genommen und bis Juni in der SA-Kaserne in Altenburg festgesetzt. Ende Juli 1933 wurde er auf Grundlage des Gesetzes zur Wiederherstellung des Berufsbeamtentums aus dem thüringischen Staatsdienst entlassen. Im Dezember 1933 wurde er ein weiteres Mal verhaftet, wiederum in die SA-Kaserne verbracht und dort so schwer misshandelt, dass er im Januar 1934 an den Folgen der Folterungen starb. Die Schwere der Tat wird als Rache der Nationalsozialisten angesehen, weil Erich Mäder Adolf Hitler im Landtag peinlich verhört hatte. Er wurde auf dem Friedhof in Altenburg beigesetzt.

## Würdigungen
Eine in der DDR benannte Erich-Mäder-Schule in Altenburg erhielt im Jahr 1997 ihren Namen wieder, der ihr nach der Wende aberkannt worden war. In Altenburg (1950) und Windischleuba wurden Straßen nach ihm benannt.

## Historische Bewertung des Goldstandards
In der historischen Bewertung sind sich Wirtschaftshistoriker einig, dass der Goldstandard ein Transmissionsmechanismus zur Verbreitung der Weltwirtschaftskrise war und zu Entstehung und Länge der Großen Depression maßgeblich beitrug. Mit der Zeit wurde der Fehler der Geldpolitik offenbar. Nach und nach suspendierten alle Staaten den Goldstandard und gingen zu einer Reflationspolitik über. Nach fast einhelliger Ansicht besteht ein klarer zeitlicher und inhaltlicher Zusammenhang zwischen der weltweiten Abkehr vom Goldstandard und dem Beginn der wirtschaftlichen Erholung.

## Veröffentlichungen
- Erich Mäder: Theorie und Praxis der Nazis und die Aufgaben der Eisernen Front, Altenburg/Thür: Verlag von Stritzke, o. J.
- Erich Mäder und Hans Schumann: Krieg der Krise!: Vorschläge zur Arbeitsbeschaffung, Altenburg/Thür.: Verlag Stritzke & Co., o. J. vermutlich 1932
- Erich Mäder: Zwischen Leningrad und Baku: Was sah ein proletarischer Freidenker in Sowjetrußland?, 3. Auflage 11.–15. Tausend.- Windischleuba: Verlag Hans Schumann, 1927, 63 S.
- Erich Mäder und Hans Schumann (Hrsg.): Arbeit und Geldpolitik. Schriftenreihe Nr. 6, 7. und 8. Tausend, Verlag von Stritzke &Co., Altenburg Thüringen o. J., vermutlich 1932
- Erich Mäder und Hans Schumann: Arbeiterklasse und Geldpolitik. Schriftenreihe Nr. 1, Verlag von Stritzke & Co., Altenburg/Thüringen, o. J., vermutlich 1931
- Erich Mäder und Hans Schumann: Letzter Appell, Altenburg/Thür.: Verlag von Stritzke & Co., 1932, (Arbeit und Geldpolitik Nr. 6)